# Pasteles

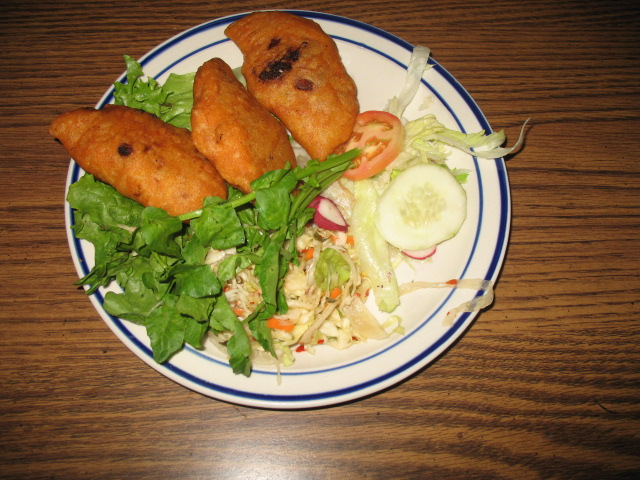
Pasteles de picadillo (El Salvador).

El pastel o pastel en hoja, es un plato tradicional en varios países de Hispanoamérica (Costa Rica, Puerto Rico, la República Dominicana, Trinidad y Tobago, la costa Caribe de Colombia y Panamá). En algunas cocinas de América Central, se asemeja más a la pasty o pastosa británica o un calzone italiano. En Uruguay un pastel se parece a una empanada dulce. En Hawái se les llama pateles. 

## Variantes regionales

### América Central

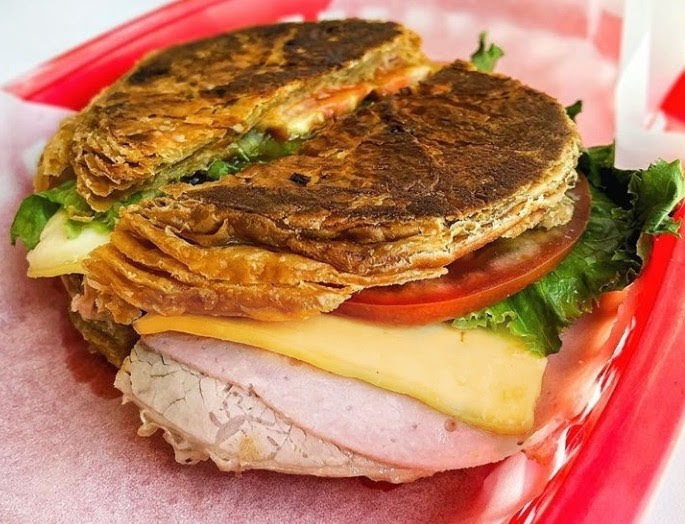
Pastel arreglado de jamón y queso costarricense, la preparación en este caso es redonda y hojaldrada.

En los pasteles centroamericanos se pone el relleno en el centro de un disco de masa, que entonces se dobla sobre sí mismo, sellando los bordes antes de freír. Se sirve a menudo de «curtido», una conserva de repollo parecida al chucrut. En Costa Rica también pueden elaborarse horneados, ser hojaldrados o de pasta brisa y de múltiples formas; con rellenos dulces o picantes (enchilada) y servirse arreglados (con ensalada y aderezos).

### Colombia

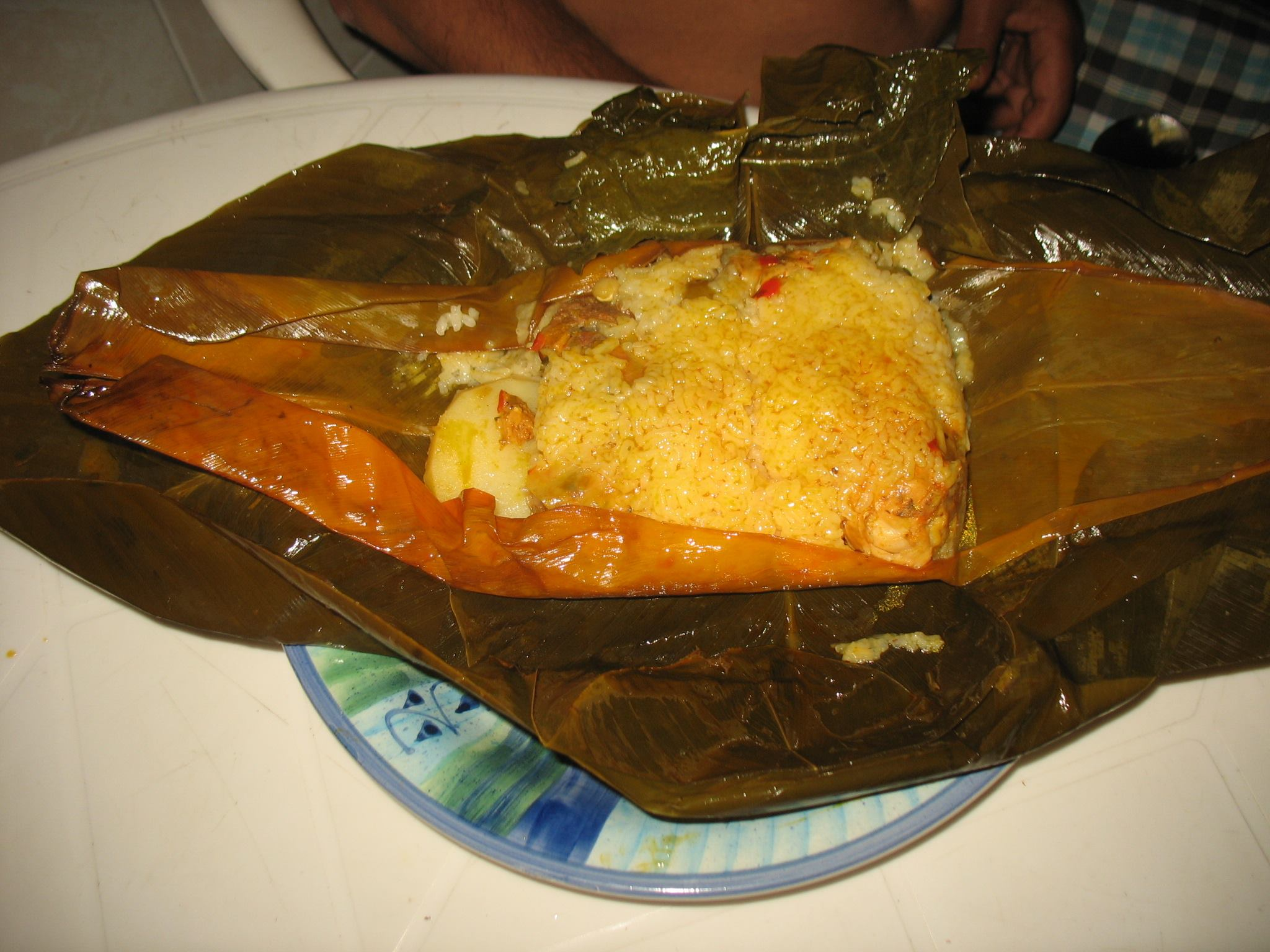
Pasteles. Barranquilla, Colombia.

En la Costa Caribe de Colombia los pasteles son una especie de tamal a base de arroz. El arroz se baña en vinagre, aceite y achiote y se deja al sol durante varias horas, proceso que se denomina «orear». Sobre una capa de arroz se ponen ingredientes picados como zanahoria, cebolla, ají dulce, repollo, alcaparras, arvejas, uvas pasas, hoja de col, aceitunas, papa, carne de cerdo y pollo. Se pone otra capa de arroz sobre el relleno, se envuelve todo en hojas de plátano o de bijao, se amarra y se cuece. Los pasteles se consumen todo el año, especialmente en temporada navideña.

### Ecuador
En Ecuador se conocen como pasteles de hojaldre a un tipo de confección salada, similar a una empanada.

### República Dominicana
Pueden prepararse durante todo el año y forma parte del menú tradicional en la cena de Nochebuena o de fin de año en República Dominicana. Pasteles de hojas o Pasteles como se le dice en República Dominicana se preparan con una masa de plátano y dos tubérculos, o de tres tubérculos (guineos verdes, yautías, plátanos verdes o maduros, auyamas y ñames) y se rellena con carne molida, o de pollo salteada con, ajo, cebolla roja, pimiento morrón y pasta de tomate. La masa se pone en el centro de una hoja de plátano, se dobla, se ata y se cuece. En ocasiones también se utiliza papel encerado o de celulosa. Hay varias formas e ingredientes de relleno en la isla: desde gamba y carne de cabrito a langosta y caracola picada. Los pasteles en hojas se hacen de plátanos verdes y maduros, siendo los últimos más dulces y adecuados para los niños.
Un libro de cocina Dominicano de 1938 es el primero en imprimir recetas sobre pasteles. El libro de cocina imprimió dos recetas, tituladas pasteles Puertorriqueños y pasteles Dominicanos. La única diferencia es la inclusión de yuca en la receta de los pasteles dominicanos, que actualmente no está incluida. Agregar yuca era una forma de diferenciarlos de los pasteles puertorriqueños. Con el tiempo, los dominicanos cambiaron el nombre a pasteles de hoja y tienen su propio relleno y forma de condimentar la masa que la hace exclusivamente dominicana. Alguna fecha indica que a principios del siglo XX los pasteles llegaban desde Puerto Rico hasta San Cristóbal, República Dominicana. Aunque las primeras recetas aparecen en un libro de cocina dominicano, los pasteles fueron escritos por primera vez en aguinaldo Puertorriqueño en 1843 sobre las tradiciones navideñas Puertorriqueñas. Este libro probablemente expuso los pasteles a la República Dominicana o a donde los trajeron los dominicanos de Puerto Rico o los puertorriqueños después del huracán San Ciriaco en 1899 que devastó la isla.

### Puerto Rico

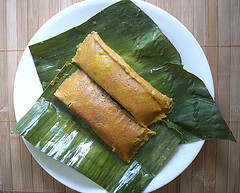
Pasteles puertorriqueños

En Puerto Rico, los pasteles son una receta culinaria apreciada. La masa consiste en guineo, plátano verde, yautía, papa y calabazas, y a veces otra verdura. Es sazonado con, leche, sofrito, el líquido de la mezcla de carne y aceite de achiote. La carne está preparada como un guisado y por lo general contiene cualquier combinación de extremo de espaldilla de cerdo, jamón, tocino, pasas, garbanzos, aceitunas y brincos, y es comúnmente sazonada con hojas de laurel, recao, salsa del tomate, adobo seco, y aceite de achiote, pero el condimento no es limitado con estos. La carne puede ser cerdo o pollo. 
La montadura de un pastel típico implica una hoja grande de papel pergamino, una tira de la hoja del plátano que ha sido calentada sobre una llama abierta para hacerlo flexible, y un poco de aceite de achiote en la hoja. La masa es colocado entonces en la hoja del plátano y llenado de la mezcla de carne. El papel es doblado entonces y atado con la cuerda de la cocina para formar paquetes. Algunas personas usan papel de aluminio en vez de pergamino y cuerda. Una vez hecho, los pasteles pueden ser o cocinados en agua hirviente o congelado para el uso posterior. Como su preparación es compleja a menudo esta es hecha en familia, alrededor de 50-200 o más a la vez, sobre todo cerca de la época de Navidades. Son por lo general servidos con arroz con gandules, escabeche, carne de cerdo asada y otros alimentos típicos de la época navideña en Puerto Rico. 
Pasteles de yuca es una de muchas recetas en Puerto Rico que son populares alrededor de la isla y en América Latina. Estos también son conocidos como "hallacas de yuca" o "tamales". La masa es generalmente yuca y puede contener papa, malanga y ñame. Un poco de líquido del guisado es añadido a la masa con el aceite de achiote. El relleno puede ser tradicional o puede ser un guisado de pasas, camarón, cangrejo o bogavante, y sazonado con albahaca, sofrito, adobo, y aceite de achiote. 
Otra variedad es pasteles de arroz donde la "masa" realmente es formada del arroz sazonado en parte cocinado que después es totalmente cocinado ya que el pastel se hierve. Los rellenos son tradicionales, la carne de cerdo, el pollo y el carne de cangrejo son los más comunes. Pasteles de todas las variedades son servidos, a gusto del comensal, con ketchup, salsa Tabasco o con "pique" criollo. El "pique" criollo es una salsa picante hecha de ajíes locales y otros ingredientes que son escabechados en el vinagre, usualmente vinagre de piña. 
Existe una variedad de pasteles llamados "cushifritos". En este caso el cuchifrito se refiere al establecimiento en el cual el pastel es vendido; tradicionalmente, los cuchifritos son alimentos exclusivamente freídos, aunque los sitios que los venden también puedan ofrecer otros tipos de alimentos. 
Relacionado con tamales, hayacas, y guanimes, pasteles han sido hechos por naturales de Borikén (Puerto Rico). Taínos hizo masa de yuca y malanga. La masa estuvo lleno entonces de las alubias, nueces, carne (iguana, ranas o aves), pescado y se abrigó en la hoja de malanga. El pastel también tiene raíces africanas. Los esclavos Africanos incorporaron el uso de guineo, plátanos y otros cultivos de raíces comestibles en la receta pasteles. Puerto Rico ha convertido pasteles que hace en un arte que tiene cientos de recetas y un festival pastel anual (Festival del Pastel) a la isla.

### Hawái
El nombre común de este alimento en Hawái, pateles, es más que probable que se tomó prestado del español del Caribe, que cuenta con el debilitamiento o pérdida de la /s/ al final de sílabas: la pronunciación de los pasteles como "pateles" se produce en los dialectos de Puerto Rico, por ejemplo. El singular de pasteles, "pastele" (a menudo pronunciado patele), se ha construido a través de retro formación. El uso del singular puede verse en frases como guiso pastele.

### Cono Sur
En Argentina y Uruguay un pastel es un tipo de empanada dulce elaborada con masa de grasa y hojaldre, frita en grasa.
Utiliza la misma masa de las tortas fritas a las que se les realiza un hojaldre, se corta en forma cuadrada y se rellena formando un pañuelo o un triángulo.
Los rellenos son dulces, comúnmente dulce de leche, pasteles de dulce de leche o dulce de membrillo, pasteles de dulce de membrillo y se los suele espolvorear con azúcar. En Uruguay se les da forma de triángulo mientras que en Argentina se les da forma de bollo o pañuelo.
Los pasteles son parte de la comida callejera que se encuentra en los puestos de tortas fritas.